# Phytobius leucogaster
Phytobius leucogaster är en skalbaggsart som först beskrevs av Thomas Marsham 1802.  Phytobius leucogaster ingår i släktet Phytobius, och familjen vivlar. Arten är reproducerande i Sverige.